# Liste der Kulturdenkmäler in Stockhausen-Illfurth
In der Liste der Kulturdenkmäler in Stockhausen-Illfurth sind alle Kulturdenkmäler der rheinland-pfälzischen Ortsgemeinde Stockhausen-Illfurth aufgeführt. Grundlage ist die Denkmalliste des Landes Rheinland-Pfalz (Stand: 21. Dezember 2021).

## Denkmalzonen
| Bezeichnung                   | Lage                                                      | Baujahr                 | Beschreibung                                                              | Bild            |
| ----------------------------- | --------------------------------------------------------- | ----------------------- | ------------------------------------------------------------------------- | --------------- |
| Denkmalzone Ortskern Illfurth | Illfurth, Nisterstraße 1, Wiesenstraße 5, 6, 7 und 9 Lage | 17. und 18. Jahrhundert | Gruppe von Quereinhäusern mit Fachwerkteilen des 17. und 18. Jahrhunderts | Fotos hochladen |